# Kościół św. Jakuba Apostoła w Wielkim Lubieniu
Kościół św. Jakuba Apostoła w Wielkim Lubieniu – zabytkowy katolicki kościół parafialny, znajdujący się we wsi Wielki Lubień (powiat świecki, województwo kujawsko-pomorskie). Funkcjonuje przy nim parafia św. Jakuba Apostoła. Do rejestru zabytków wpisany został 1 października 2001 pod numerem A/39.

## Historia
W XV wieku była to wieś zakonna. W 1398 parafia jest tu wymieniana po raz pierwszy. W XIV wieku istniał zatem też kościół. W XVI wieku świątynia była czasowo używana przez menonitów pochodzących z Holandii. Obecny kościół wybudowano w 1680, ale zatracił on cechy stylowe w wyniku XIX-wiecznej przebudowy po powodzi z 1855, kiedy to woda we wnętrzach osiągnęła poziom trzech metrów (kataklizm upamiętnia stosowna tabliczka). Powiększono go wówczas i dodano prezbiterium. Ostatniego remontu dokonano w 1999.

## Architektura
Obiekt jest bezwieżowy, ceglany, otynkowany, orientowany i jednonawowy. Ma wyodrębnione prezbiterium i jest oszkarpowany. Okna zwieńczono ostrołukowo, a kruchtę dobudowano później. Ściana szczytowa jest zbudowana z muru pruskiego i otynkowana, ale konstrukcja częściowo prześwieca przez tynk.

## Wyposażenie
Wystrój reprezentuje styl barokowy i pochodzi z XVII i XVIII wieku. Ołtarz główny (XVII-wieczny, z katedry w Pelplinie) przetrwał powódź z 1855. Chór muzyczny jest późniejszy (XIX wiek). Obraz Komunia św. Stanisława Kostki, namalowany w XVII wieku, pochodzi także z katedry pelplińskiej. Strop w prezbiterium jest belkowany, płasko deskowany. Chrzcielnica jest wielostylowa w kształcie kielicha. Witraże pochodzą z okresu powojennego.
We wnętrzu wisi tablica pamiątkowa ku czci Polaków z Wołynia więzionych, deportowanych i zamordowanych w latach 1939-1945 ufundowana przez byłych mieszkańców Wołynia, kombatantów oraz władze gminne z Dragacza. 

## Otoczenie
Przy kościele stoi dzwonnica, a w niej znajdują się dzwony pochodzące ze zniszczonego w 1945 ewangelickiego kościoła w Dragaczu. Obok świątyni stoi też grób nieznanych żołnierzy polskich, którzy oddali swe życie z Ojczyznę w walce z najeźdźcą hitlerowskim we wrześniu 1939 roku. 